# Angela Ro Ro (álbum)
Angela Ro Ro é o álbum de estreia da cantora e compositora brasileira Angela Ro Ro, lançado em 1979 pela PolyGram, dentro do selo Polydor Records. Marcado por grandes sucessos como "Amor, Meu Grande Amor", "Tola Foi Você", "Agito e Uso", "Gota de Sangue", "A Mim e a Mais Ninguém" e "Não Há Cabeça", todas de sua autoria. O álbum carregava um estilo bluseiro, marcado pelo romantismo, algo inovador na época.

## Faixas
Todas as canções escritas por Angela Ro Ro, exceto onde indicado.
| Lado 1 |                         |                         |         |  |
| N.º    | Título                  | Compositor(es)          | Duração |  |
| 1.     | "Cheirando a Amor"      |                         | 2:42    |  |
| 2.     | "Gota de Sangue"        |                         | 2:25    |  |
| 3.     | "Tola Foi Você"         |                         | 2:37    |  |
| 4.     | "Não Há Cabeça"         |                         | 3:50    |  |
| 5.     | "Amor, Meu Grande Amor" | Angela Ro Ro, Ana Terra | 3:16    |  |
| 6.     | "Me Acalmo Danando"     |                         | 3:15    |  |

| Lado 2         |                          |                               |         |  |
| N.º            | Título                   | Compositor(es)                | Duração |  |
| 7.             | "Agito e Uso"            |                               | 2:36    |  |
| 8.             | "Mares da Espanha"       |                               | 3:15    |  |
| 9.             | "Minha Mãezinha"         |                               | 2:26    |  |
| 10.            | "Balada da Arrasada"     |                               | 2:46    |  |
| 11.            | "A Mim e a Mais Ninguém" | Angela Ro Ro, Sérgio Bandeyra | 3:05    |  |
| 12.            | "Abre o Coração"         |                               | 3:53    |  |
| Duração total: | Duração total:           | Duração total:                | 36:06   |  |